# Ястребов, Григорий Фёдорович
Григорий Фёдорович Ястребов (21 августа 1933, Херсон — 9 мая 1999, Кременчуг) — тренер по гребле на байдарках.

## Биография
Родился 21 августа 1933 года в городе Херсон.

### Спортивная карьера
С 1952 по 1961 годы был чемпионом УССР по гребле на байдарках. В 1954—1958 годы был призёром СССР.

### Тренерская карьера
С 1954 года стал работать тренером.
Воспитал 3-х мастеров спорта международного класса: Земляков В.Е. — неоднократный чемпион СССР и призёр первенства Европы и мира, Фирсов И. Н. — чемпион СССР и неоднократный чемпион и призёр Украины, Зайченко А. — неоднократный призёр первенства СССР.
Кроме того, им воспитано — 16 мастеров спорта СССР и в их числе одни из ведущих спортсменов Украины: Роман А., Бондаренко Е., Зайченко Н., Зайченко А., Качур В.
Несколько лет был тренером сборной Украины и Укрсоветов «Водник», а возглавляемая им сборная команда Херсонской области несколько лет подряд была победителем первенства Украины.
C 1974 года тренер в городе Кременчуг.
Умер 9 мая 1999 года в г. Кременчуг.

## Награды и звания
- Мастер спорта СССР (1959)
- Заслуженный тренер Украинской ССР (1972)